# Andrew Niccol
Andrew M. Niccol (født 10. juni 1964) er en newzealandsk født manuskriptforfatter, producer og filminstruktør. Han har bl.a. instrueret Gattaca og Lord of War. Som manuskriptforfatter har han bl.a. skrevet The Truman Show, for hvilken han blev nomineret til en Oscar for bedste originale manuskript, vandt en BAFTA Award og blev nomineret til en Golden Globe.

## Filmografi
- Gattaca (1997), manuskriptforfatter og instruktør
- The Truman Show (1998), manuskriptforfatter og co-producer
- S1m0ne (2002), manuskriptforfatter, producer og instruktør
- The Terminal (2004), manuskriptforfatter
- Lord of War (2005), manuskriptforfatter, producer og instruktør
- The Cross (2010), instruktør
- The Host (2013)
- Good Kill (2014), manuskriptforfatter, instruktør og producent